# United Liberation Front of Asom

Lage Assams in Indien

Parteiflagge der ULFA

Die United Liberation Front of Asom (ULFA) ist eine Gruppe, die mit terroristischen Mitteln für ein unabhängiges, sozialistisches Assam kämpft und damit am Assam-Konflikt beteiligt ist. Sie gilt als stärkste Separatistenorganisation im Nordosten Indiens.
Sie wurde am 7. April 1979 im historischen Rang-Ghar-Pavillon in Sivasagar gegründet. Vorsitzender ist Arabinda Rajchowa, sein Stellvertreter ist Pradip Gogoi. Bis Dezember 2003 residierten sie in den Wäldern nahe der indisch-bhutanischen Grenze. Militärische Operationen der indischen Armee veranlassten die Führung jedoch, nach Bangladesch auszuweichen.
Seit den frühen 1990er Jahren konzentrierte sich die ULFA auf Anschläge und Attentate: Sie überfiel indische Sicherheitskräfte, sprengte Eisenbahnverbindungen und Ölpipelines und tötete politische Gegner. Im Juli 1991 entführte die UFLA 14 Menschen, darunter einen russischen Ingenieur, und verlangte Lösegeld, brachte die Geiseln dann aber um. 1997 entführte sie Sanjay Ghose, einen indischen Sozialaktivisten, und ermordete ihn. Am 15. August 2004 tötete eine von der ULFA gelegte Bombe 10 bis 15 Menschen in Assam, darunter auch Schulkinder.
Der militärische Flügel der ULFA, der Sanjukta Mukti Fouj (SMF), wurde am 16. März 1996 gegründet. Sein Kommandant ist Paresh Barua. Ihm unterstehen drei gut ausgebildete Bataillone: Das 7., das 28. und das 709. Weitere vier Bataillone existieren auf dem Papier. Insgesamt rechnet die indische Armee der ULFA rund 3000 Kämpfer zu. Nach anderen Quellen sind es zwischen 4000 und 6000 Mitstreiter. Trainingscamps existierten in Bhutan und Bangladesch. Ende 2009 gab es eine massive Operation des indischen Militärs gegen separatistische Rebellengruppen aus dem Nordosten. Dabei wurde fast die gesamte Führung um den „Vorsitzenden“ Arabinda Rajkhowa auf bangladeschischem Territorium festgenommen und an die Inder ausgeliefert.
Die ULFA finanziert sich durch die Erpressung von Geschäftsleuten, Banküberfälle und Drogenschmuggel. Darüber hinaus betreibt sie verschiedene mittelständische Firmen in Bangladesch.

## Anschläge
- 28. Juni 1988: Bombenanschlag auf ein Theater in Assam, 7 Tote und 60 Verletzte[2]
- 10. Juli 1988: Anschlag auf ein Kino in Nagaon, 50 Verletzte[3]
- 6. November 2006: Doppelanschlag in Guwahati, 15 Tote und 50 Verletzte[4]
- 5. Januar 2007: Anschlagsserie gegen Gastarbeiter, 48 Tote und 19 Verletzte[5]
- 13. Juni 2007: Bombenanschlag auf einen Gemüsemarkt in Assam, ein Toter und 40 Verletzte[6]
- 23. November 2014: Bombenanschlag auf einen Markt in Rajgarh, 2 Tote und 26 Verletzte[7]